# Diatiféré
Diatiféré est une ville et une sous-préfecture de Guinée, rattachée à la préfecture de Dinguiraye et à la région de Faranah. 

## Population
En 2016, le nombre d'habitants est estimé à 35 997, à partir d'une extrapolation officielle du recensement de 2014 qui en avait dénombré 33 658 .